# 460 av. J.-C.
Cette page concerne l'année 460 av. J.-C. du calendrier julien proleptique.

## Événements
- 16 octobre : à Rome, début du consulat de Publius Valerius Publicola (pour la seconde fois), Caius Claudius Sabinus Regillensis. En décembre du calendrier romain, Lucius Quinctius Cincinnatus est nommé consul suffect après la mort de Valerius Publicola[1].
  - Une bande de 2 500 esclaves et exilés romains, sous la direction du Sabin Appius Herdonius, réussit à occuper de nuit le Capitole, mais est bientôt expulsée par le consul Valerius, aidé par les habitants de Tusculum. Il est tué dans l’affrontement. Les exilés sont décapités, les esclaves crucifiés[2].

- En Inde, début du règne d'Udayin ou Udayabhrada, roi de Magadha (fin en 444 av. J.-C.)[3]. Il transfère la capitale à Pataliputra Nagara (Patna) sur le Gange[4].

## Naissances en 460 av. J.-C.
- Démocrite, né à Abdère (région de Thrace, en Grèce), fut physicien, géomètre et philosophe, il énonce la théorie des atomes, meurt en 370 av. J.-C.[5].
- Hippocrate, né dans l'île de Cos en Asie Mineure, médecin et chirurgien, il fonde les sciences naturelles et la médecine scientifique moderne, meurt en 377 av. J.-C.[5].
- Leucippe, né à Abdère, philosophe, initiateur de la théorie atomiste, meurt en 370 av. J.-C.[5].
- Prodicos, né dans l'île de Céos dans les Cyclades, sophiste et professeur d'éloquence, ami de Socrate, meurt après 399 av. J.-C.[5].
- Thucydide, né à Athènes, c'est l'historien de la guerre du Péloponnèse, meurt en 395 av. J.-C.[5].

## Décès en 460 av. J.-C.
- Thémistocle à Magnésie du Méandre en Asie Mineure (né en 527 av. J.-C.)[5].
- Pāṇini, grammairien de l'Inde, selon la tradition[5].